# فيليب ميلر
فيليب ميلر (بالإنجليزية: Philip Miller)‏ عالم نبات من أصل اسكتلندي (1691 - 1771). كان ميلر في البداية من المعارضين لنظام التسمية الثنائية الذي كان لينيوس قد وضعه.

## روابط خارجية
- فيليب ميلر على موقع الموسوعة البريطانية (الإنجليزية)